# Rodes (cidade)
Rodes (em grego:  Ρόδος, transl. Ródos) é a capital de Dodecaneso e capital e maior cidade da ilha grega de Rodes, e a segunda maior cidade Mar Egeu, após Heraclião, em Creta. Rodes é famosa desde a Antiguidade por ser o local do Colosso de Rodes, uma das Sete Maravilhas do Mundo Antigo. A Cidade Medieval de Rodes está classificada pela UNESCO como Património Mundial.

## História
A ilha de Rodes situa-se no cruzamento das duas principais rotas marítimas do Mediterrâneo, entre o Mar Egeu e o litoral do Oriente Médio, Chipre e Egito. Por ser ponto de encontro de três continentes, conheceu muitas civilizações. Ao longo da sua longa história, diferentes povos estabeleceram-se em Rodes, deixando sua herança na cultura local, como na língua, na arte e na arquitetura. Sua posição estratégica, com reflexo na atividade comercial e militar, trouxe grande riqueza para a ilha e fez da cidade de Rodes uma das principais cidades da Grécia Antiga.
Rodes é a maior ilha do Dodecaneso, e sua capital homônima é também a capital da prefeitura. A cidade situa-se no norte da ilha e no centro da cidade medieval. Em 1988, a cidade medieval foi tombada como Património Mundial. Resultado da ocupação pela Ordem de Malta, e também por turcos e italianos, elementos da arquitetura gótica coexistem ali com a arquitetura otomana.

### Período Clássico
A ilha já era habitada no final do Período Neolítico (4 000 a.C.). Em 408 a.C., as três principais cidades da ilha de Rodes eram Ialiso, Lindos e Camiros, cujos respectivos povos foram responsáveis pela fundação da cidade de Rodes. Os três séculos que se seguiram foram o "período dourado" da cidade. O comércio marítimo foi impulsionado e recebeu grande êxito durante essa época, fazendo a cidade desenvolver uma política e diplomacia forte e próspera que se manteve até tornar-se uma cidade romana.
Durante o mesmo período, Rodes recebeu grande êxito na área artística. A criação mais reconhecida foi o Colosso de Rodes, uma das sete maravilhas do mundo, que foi construída entre 304 a.C. em 293 a.C. por um escultor de Lindos. A construção do Colosso levou 12 anos e terminou em 282 a.C.. Por muitos anos, a estátua esteve situada na entrada do porto da cidade, representando Apolo personificado. O colosso entrou em colapso após a cidade sofrer sérios danos, com o terremoto que atingiu a região em cerca de 226 a.C.
O plano urbanístico da cidade antiga de Rodes foi elaborado com base nas ideias filosóficas do famoso arquiteto grego Hipódamo de Mileto. O desenho das ruas da antiga cidade é conhecido por décadas, sobretudo após escavações arqueológicas. Os blocos (insulas) tiveram dimensões compridas, sendo 47,70 x 26, 50 metros, sendo que todas eram do mesmo tamanho. Cada um destes era composto por três casas, rodeados por ruas que possuíam de 6 a 5 metros de largura. A construção de unidades maiores e áreas rodeadas por ruas de maior largura, com 11 a 8 metros, deu-se intensamente. Cada região foi composta de 36 blocos, o equivalente a 108 casas. A antiga cidade tinha uma drenagem ampla e bem construída e uma rede de abastecimento de água bem formalizada.

### Período romano-bizantino

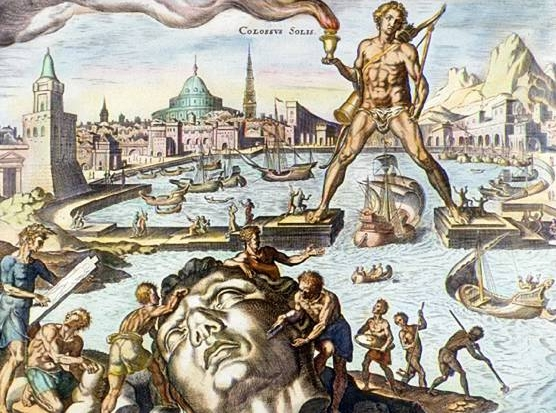
Colosso de Rodes.

A independência da cidade foi conquistada em 164 a.C., após Rodes tornar-se uma província da República Romana. Porém, até o século I d.C., manteve grande parte de sua grandeza e assim, a cidade tornou-se um dos mais importantes centros de ensino, ciência e arte no mundo. Pelo fato das fontes escritas não terem sobrevivido até a atualidade, às escavações arqueológicas dão-nos uma imagem clara da civilização que floresceu durante este período na região. Durante o período cristão precoce (330-650), Rodes fez parte do Império Romano Oriental, conhecido como o Império Bizantino.
Apesar de ser menos importante e próspera do que no passado, a cidade de Rodes tinha um escritório episcopal e um número significativo de igrejas, entre as quais algumas basílicas de dimensões impressionantes. Paralelamente, foi uma importante base militar durante este período. 
Os árabes, que impuseram sua força no Mediterrâneo no século VII, atacaram Rodes e áreas próximas e ocuparam a cidade por várias décadas. Nos séculos seguintes, a cidade encolheu de tamanho e foi fortificada novamente com muralhas. Ao mesmo tempo, foi dividida em duas zonas, sendo que a principal delas era destinada à liderança política e militar, conhecida como a "secular". Esta área reflete a realidade social da época medieval.

### Período da Ordem Soberana e Militar de Malta

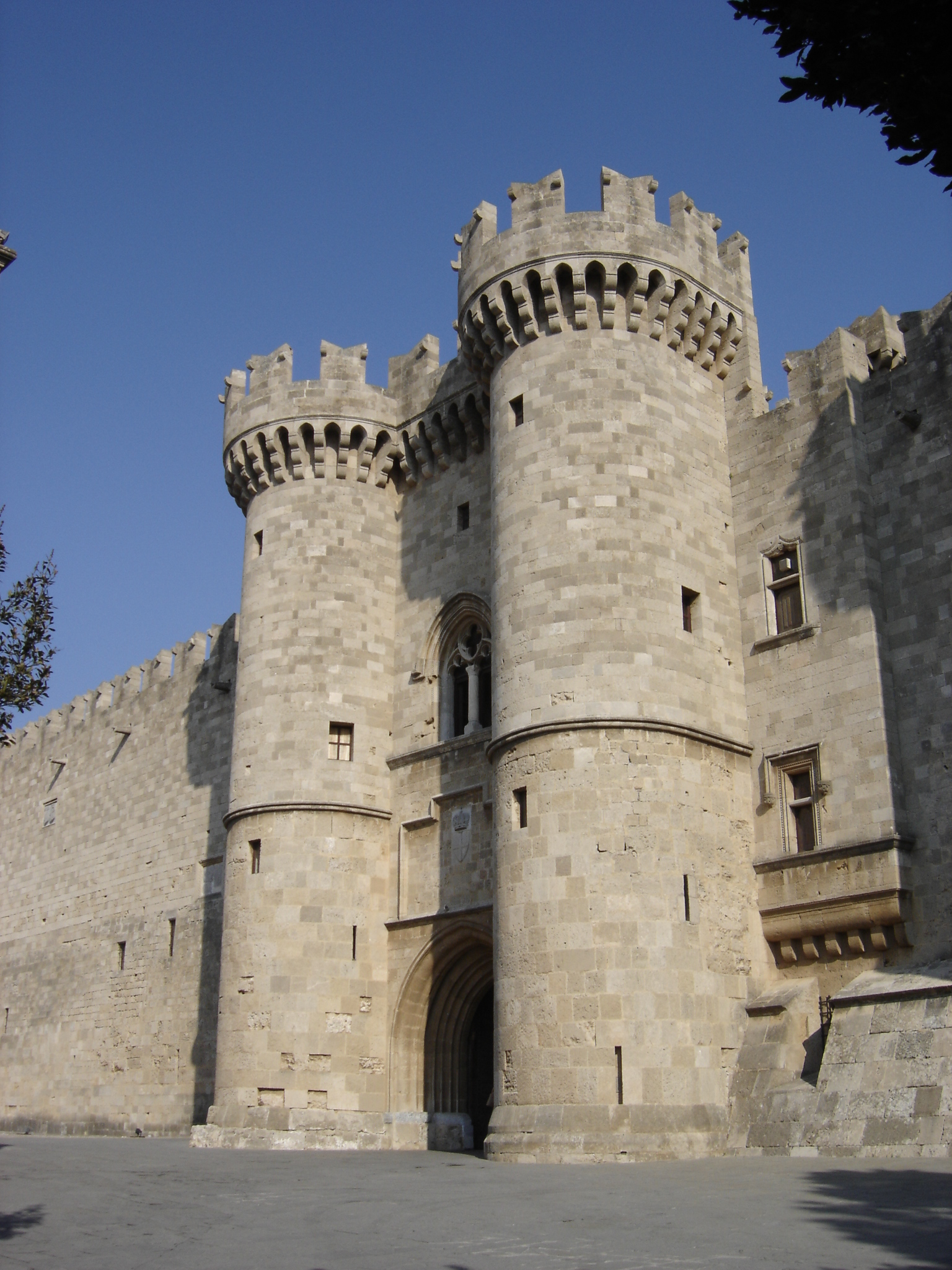
Palácio do Grão-Mestre de Rodes

Em 1309, a ilha foi vendida para a Ordem Soberana e Militar de Malta de Jerusalém. A Ordem foi fundada no século XII em Jerusalém com o objetivo de tratamento e cuidados para os peregrinos e os cruzados, mas logo tornou-se uma unidade de combate militar que adquiriu grandes extensões de terra.
Tendo recuado em Jerusalém e mais tarde em Chipre, o batalhão estabeleceu a sua sede em Rodes durante o período de conquista do Mar Mediterrâneo Oriental.
Durante a permanência dos Cavaleiros em Rodes, as fortificações foram prorrogadas, modernizadas e continuamente reforçadas. Um hospital, um palácio e diversas igrejas foram alguns dos muitos edifícios públicos construídos durante este período pelos Cavaleiros. Estes edifícios são exemplos significativos da arquitetura gótica e da Renascença. Apesar do atrito que existia com o Império Otomano, o comércio marítimo era uma fonte de riqueza e os mercados da cidade foram florescendo. Durante a ocupação dos Cavaleiros em Rodes, a altura e as relações entre os Cavaleiros e os locais foram caracterizadas pela tolerância e, muitas vezes por uma estreita colaboração. A maioria das ruas da cidade medieval coincidiu com as ruas antigas da cidade, enquanto retendo dividindo a cidade em duas zonas. A Ordem de Rodes tinha um arquivo muito bem organizado, que incluiu documentos emitidos pelos registros administrativos, correspondência e documentos legais.
Este arquivo é mantido até os dias atuais, estando preservado na Biblioteca Nacional de Malta.  Este arquivo é uma fonte valiosa de informação para o período.
A cidade foi dividida em duas zonas com uma parede interior. A região Norte ficou conhecida como o Chastel, Chateau, Castrum, Castellum ou Conventus, que foi o palácio do Grão-Mestre, a catedral católica e a residência dos Bispos Católicos, abrangendo a parte superior, as casas dos Cavaleiros e um hospital. A porção sul, conhecida como Ville, Burgus ou Burgum foi a região onde viviam os incluídos no mercado popular, além de sinagogas, igrejas e edifícios públicos e comerciais antigos e construídos na época

### Período Otomano
Em 1522 os turcos otomanos conquistaram a cidade. Novos prédios foram construídos: mesquitas, banhos públicos e casas para os novos conquistadores. Os gregos foram forçados a abandonar a cidade e áreas próximas e assim deslocaram-se para áreas fora das muralhas.
Durante o domínio otomano, Rodes perdeu o seu carácter internacional. A cidade manteve a sua principal função econômica, como a compra de produtos agrícolas para o interior da ilha e das ilhas vizinhas de pequeno porte.
Após o estabelecimento da sua soberania sobre a ilha, os turcos otomanos repararam as muralhas que haviam sido danificadas, transformaram a maioria das igrejas em mesquitas, além de promoverem a reforma de residências particulares ou de grandes edifícios públicos. Estas transformações faziam parte de um longo processo que se pretendia reformar e para que os edifícios combinassem, caracteristicamente, com o estilo otomano.
As fachadas dos edifícios do período da Ordem dos Cavaleiros, com suas decorações esculpidas, os arcos nos portões e muros de pedra silhar, foram enriquecidos com as características aleatórias da arquitetura otomana, mas adaptadas ao clima e cultura local. Neste processo, as características arquitetónicas dos edifícios existentes foram preservadas. Os acréscimos mais significativos foram os banhos (geralmente na parte traseira da casa), o fechamento das varandas de madeira nas fachadas das casas acima da rua estreita. Assim, os edifícios mais originais dos cavaleiros na vila medieval estavam bem preservados. O resultado foi uma mistura de arquitetura oriental, com fortes elementos ocidentais que permaneceram e foram construídos novos edifícios, no estilo da arquitetura local, em seguida.
No século XIX, com o declínio do Império Otomano, resultou no abandono da cidade e seus edifícios, que se deterioraram por causa dos terremotos fortes que frequentemente afetaram a região durante o declínio.

### Período italiano

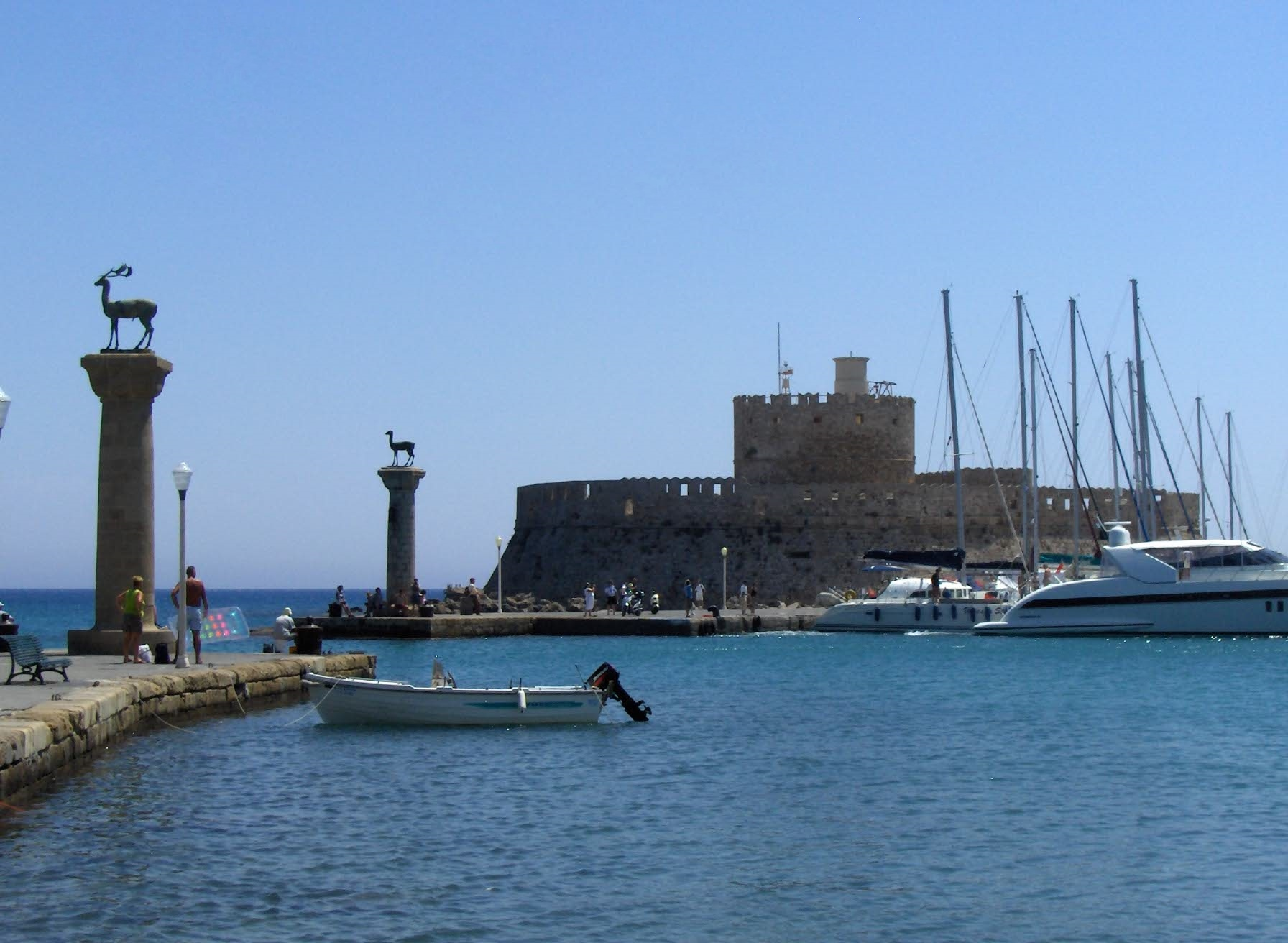
Porto de Rodes

As tropas italianas ocuparam a ilha e o resto do Dodecaneso em 1912. Em 1923, a Itália estabeleceu uma colônia, conhecida como as ilhas italianas (Isole del Egeo Italiane).
Os italianos demoliram as casas que foram construídas ao longo do Império Otomano. Retidos os ativos restantes para o período da Ordem dos Cavaleiros, removeu-se todos os complementos do Império Otomano. Ao mesmo tempo, foi reconstruído o Palácio do Grão-Mestre. Finalmente, estabeleceu-se um instituto para o estudo da história e da cultura da região.
Os italianos implementaram projetos de infraestrutura (estradas, eletricidade e o porto) e transformaram significativamente a cidade de Rodes, que possuía agora um novo plano urbanístico, a construção de novos regulamentos e muitos edifícios públicos e privados.

### Pós-Guerra
As bombas atiradas pela Grã-Bretanha, na cidade medieval, em 1944, resultou em diversos danos materiais e históricos e destruição de inúmeros edifícios, principalmente os históricos, criando assim muitas lacunas no tecido urbano. Um dos primeiros decretos da administração nomeada pelo governo grego como "áreas de escavações futura” e um grande número de construções como edifícios classificados.
Em 1957, um novo plano urbano foi aprovado por um decreto e, em 1960, toda a cidade medieval foi reconhecida pelo Ministério da Cultura Grega como um "monumento protegido". Em 1961 e em 1963 foram emitidos novos decretos sobre o plano urbanístico da cidade. Nestes decretos estavam previstos o alargamento de estradas existentes e a criação de novas estradas.  Essas decisões não foram implementadas na cidade por causa da resistência do Serviço Arqueológico.  Em 1988, a Cidade Medieval de Rodes foi declarada pela UNESCO como Património Mundial.

### Século XXI
A cidade de Rodes floresceu nos últimos anos da década de 90 e primeiros anos do novo século.  A cidade ultrapassou os limites estreitos de 1990 e desenvolveu novas áreas do Sudeste como Karakonero. Também experimentou um crescimento significativo na área em torno da Ascensão, e várias ao redor da cidade aderiram ou foram anexadas ao município de Rodes (Koskinou, Ixia, Santos Apóstolos).
A necessidade de novas moradias, e o melhoramento das estradas existentes na cidade, e a reconstrução completa ao longo destas linhas criaram a maior aglomeração de Rodes composto do município homônimo e do município de Caliteia, Ialiso e Petáludes, que estabeleceu uma parte substancial da população da cidade antiga e tem sido desenvolvida de forma independente dos centros de bairro, que oferecem uma grande variedade de lojas, ajudando as pessoas a evitar o centro da cidade para suas necessidades diárias.

## Política
Rodes é a capital da ilha homônima assim como da prefeitura de Dodecaneso e também deveria de ser a capital regional, por ser o único centro urbano no mar Egeu reconhecido pelo governo central. A cidade alberga os edifícios do ajuntamento e da prefeitura e como forma de reconhecimento também tem uma oficina regional. Seu prefeito é Hatzis Hatziefthimiou, do partido «Rodes Primeiro» (Prota i Ródos), ganhador das eleições de 2006.

### Consulados
Na cidade de Rodes se localizam vários consulados.
- Alemanha: c/ Artemidos 12-14, Monte Smith, Rodas Tel: (0030) 2241063730
- Austrália: c/ 25 de março 33, Rodes Tel: (0030) 2241020833
- Bélgica: c/ Kos 35, Roeas Tel: (0030) 2241024661
- Dinamarca: Av. Dimokratias 63A, Ialysos Tel: (0030) 2241094488
- Espanha: c/ D. Theodoraki 13, Rodes Tel: (0030) 2241025698
- Finlândia: c/ G. Leontos 25, Rodes Tel: (0030) 2241035780
- França: c/ Ippoton, cidade medieval, Rodes Tel: (0030) 2241022318
- Hungria: c/ D. Theodoraki 13, Rodes Tel: (0030) 2241027108
- Itália: c/ Ippoton, cidade medieval, Rodes Tel: (0030) 2241027432
- Holanda: C/Aleksandrou Diakou 27, Rodes Tel: (0030) 2241031571
- Reino Unido: c/ Gr. Lampraki 29, Rodes Tel: (0030) 2241022005
- Suécia: c/ D. Theodoraki 20, Rodes Tel: (0030) 2241031822
- Turquia: c/ Iroon Polytehneiou 10-12, Rodes Tel: (0030) 2241023362

## Geografia
A cidade de Rodes está situada na região nordeste da ilha de Rodes. Sua área territorial forma um triângulo de norte a sul. É o menor município da ilha em área territorial e o maior em termo de população na ilha, tendo, por isso uma elevada densidade demográfica, superior a 3 000 hab/km².
Situada próxima à costa da Turquia, faz fronteira com o Mar Egeu ao norte, leste e oeste e com os municípios de Ialiso a sudoeste e Caliteia ao sudeste.

### Demografia
| Ano  | População | Crescimento +/- |
| ---- | --------- | --------------- |
| 1951 | 24 280    | -               |
| 1961 | 28 119    | +15,8%          |
| 1971 | 33 100    | +17,7%          |
| 1981 | 41 425    | +25,2%          |
| 1991 | 43 558    | +5,2%           |
| 2001 | 53 709    | +23,3%          |

A cidade de Rodes recebe muitos habitantes de outras cidades, que vão em busca de melhores oportunidades de emprego, o que contribui para as elevadas taxas de crescimento registradas nos últimos censos. A tendência é a repetição da taxa de crescimento populacional na próxima contagem.
De acordo com o censo de 2001, a cidade tem uma população de 53 709 habitantes. Nos últimos anos, porém, o limitado espaço da cidade provocou um crescimento considerável na população residente nas cidades adjacentes (Caliteia, Ialiso e Petáludes), que ganharam vida intensa, e agora formam a periferia de Rodes. Estas cidades adjacentes são compostas, na maior parte, de áreas residenciais e seus moradores utilizam frequentemente o centro comercial de Rodes. Ainda de acordo com o censo, o número total de residentes em toda a área metropolitana é de 86 199 residentes. No entanto, algumas estimativas sugerem haver cerca de 120 000 residentes na região. Isso porque muitos moradores da ilha de Rodes são registrados em suas cidades de nascimento, durante o censo, apesar de trabalharem e utilizarem os serviços e a infra-estrutura da cidade como residentes permanentes.

## Divisão administrativa
Além de capital da ilha, a cidade de Rodes é também capital da prefeitura do Dodecaneso. Por uma decisão do Conselho local, a cidade é divida em quatro distritos:
- Distrito de Rodes
- Distrito de Kritika
- Distrito de Makri
- Distrito de Sgouros
- Distrito de Kina

Além dos distritos administrativos, a cidade também é dividida em seis zonas eleitorais e 76 seções de votação.

## Cidades-irmãs
| - Ávila, Espanha - New Braunfels, Estados Unidos - Conches-en-Ouche, França - Grécia, Estados Unidos - Yalta, Russia - Maiorca, Espanha - Limassol, Chipre | - Perth, Austrália - Puebla, México - Rhode Island, Estados Unidos - Roses, Espanha - Valeta, Malta - Visby, Suécia - Pisa, Itália |